# 東洛倫佐
東洛倫佐是玻利維亞的城鎮，位於該國東南部，由聖克魯斯省負責管轄，距離首府聖克魯斯36公里，海拔高度338米，每年平均降雨量約1,000毫米，2010年人口2,552。

## 外部連結
- Map of Andrés Ibáñez Province

17°48′S 62°52′W / 17.800°S 62.867°W